# Kastav
Kastav (italsky Castua) je město v Chorvatsku v Přímořsko-gorskokotarské župě. Nachází se asi 6 km severozápadně od Rijeky. V roce 2011 v Kastavu žilo celkem 10 472 obyvatel, díky čemuž je druhým největším městem Přímořsko-gorskokotarské župy (po Rijece), avšak je i přes svoji samostatnost de facto předměstím Rijeky.

## Název
Původ názvu města není přímo znám. Předpokládá se, že může být buď keltský (podle slova kast) pro kámen, nebo latinský podle slova castellum pro město.

## Poloha
Kastav leží blízko k moři, ale nemá k němu přístup (ani územím opčiny), protože byl vybudován na kopci vysokém 365 m. Z Kastavu je však proto výhled na celý Kvarnerský záliv a díky historickému charakteru celého města je i Kastav oblíbenou turistickou destinací.

## Historie
Pravděpodobně se jednalo již o ilyrské opevněné sídlo, zcela jistě bylo v době okolo přelomu letopočtu římským castrum. Podle jedné z teorií je i toto původ názvu města. Od 7. století zde žilo slovanské (chorvatské) obyvatelstvo. V závěru 19. století zde probíhala silná chorvatská osvětová činnost a rozvíjel se spolkový život. V roce 1866 zde byla otevřena první chorvatská čítárna na území dnešní Istrie. Město bylo až do konce první světové války součástí Rakousko-Uherska poté mělo připadnout Itálii, nicméně na základě Rapallské smlouvy bylo připojeno ke Království Srbů, Chorvatů a Slovinců. Itálie jej obsadila za druhé světové války, po roce 1945 bylo součástí Jugoslávie a od roku 1991 samostatného Chorvatska.

## Administrativní dělení
Do roku 2011 bylo součástí opčiny dalších 7 vesnic: Brnčići, Ćikovići, Jelovičani, Jurčići, Rubeši, Spinčići a Trinajstići. Do roku 2011 byly tyto vesnice samostatné a Kastav byl pouze malým městečkem, s počtem obyvatel většinou kolem tisíce, a mnohdy i méně. V roce 2011 se však tyto vesnice do Kastavu začlenily a nyní opčina tvoří pouze jedno město, a to Kastav.

## Kultura a pamětihodnosti
V Kastavu stojí historické a námořní muzeum chorvatského pobřeží. Dále zde stojí kostel sv. Trojice a kostel sv. Jeleny Križarice. 

## Doprava
Jižně od města probíhá níže po svahu železniční trať, nejbližší stanice je Opatija-Matulji. V její blízkosti potom vede dálnice A7.